# Berumbur
Berumbur là một đô thị ở huyện huyện Aurich, trong bang Niedersachsen, nước Đức. Đô thị Berumbur có diện tích 6,42 km².
Đô thị này gồm các khu vực dân cư: Berumbur, Berum, Small Heath, Wood Village và Blandorf.